# Wilhelm Tafel
Wilhelm Tafel (* 11. Februar 1868 in Gerlafingen/Schweiz; † 1. November 1931 in Breslau, Provinz Niederschlesien) war ein deutscher Fabrikbesitzer und ab 1914 Professor für Hüttenmaschinen- und Walzwerkkunde an der Technischen Hochschule Breslau.

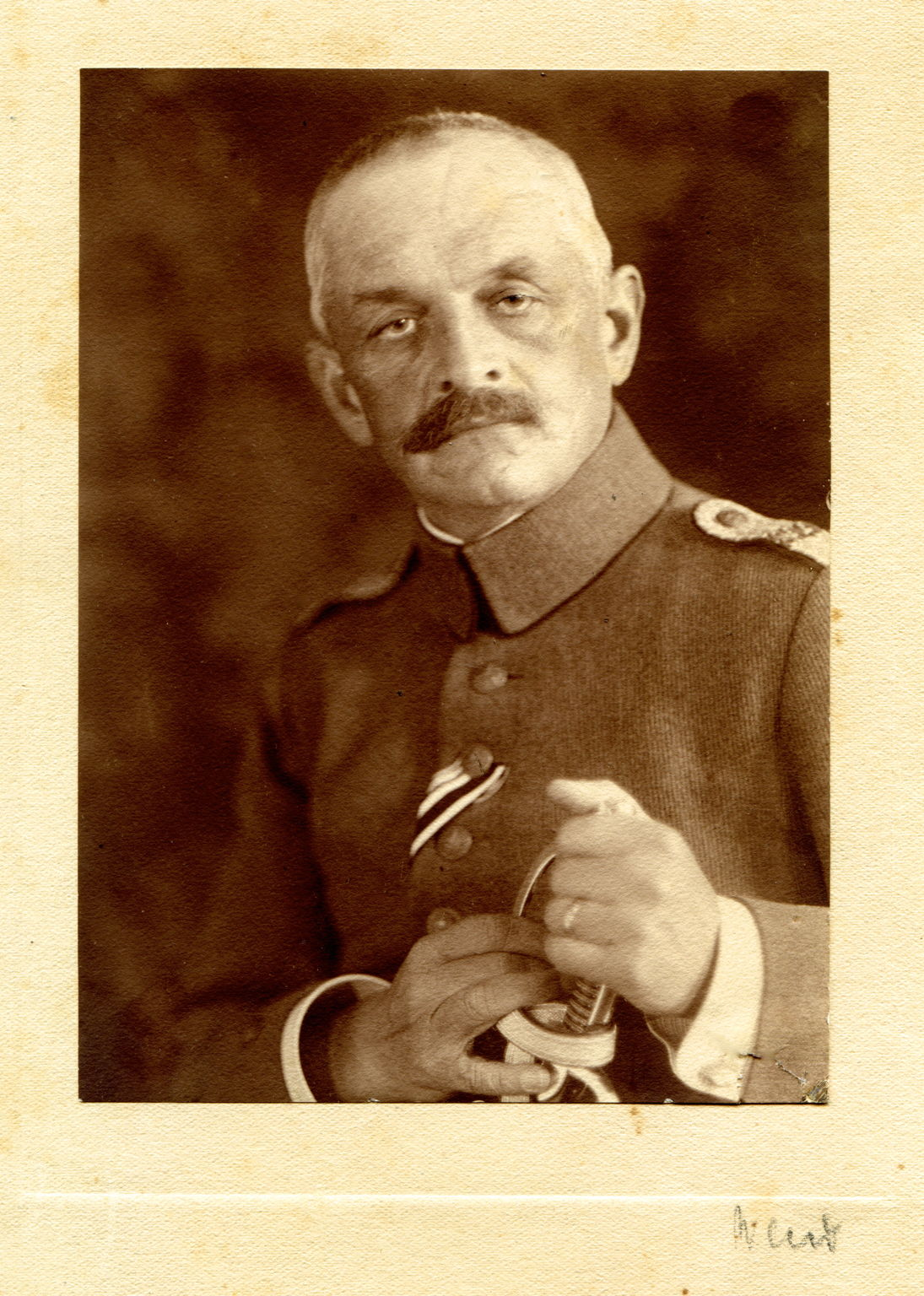
Wilhelm Tafel (1868–1931), Professor an der TH Breslau in den Kriegsjahren zwischen 1914 und 1916

Wilhelm Tafel im Jahr 1929

## Leben
Wilhelm Tafel wurde als dritter Sohn von Julius Tafel und Bertha Kinzelbach im schweizerischen Gerlafingen geboren. Nach der Rückkehr seiner Eltern nach Nürnberg absolvierte er das Abitur am Realgymnasium in Nürnberg. Anschließend studierte er Maschinenbau an der Technischen Hochschule München. 1888 wurde er Mitglied des Corps Vitruvia München. Nach dem Studium absolvierte er 1892 ein mehrmonatiges Volontariat in den Witkowitzer Eisenwerken.
Nachdem sich sein Vater im Jahre 1891 aus dem von ihm selbst 1876 gegründeten Eisenwerk J. Tafel & Co. zurückgezogen hatte, folgten ihm  seine Söhne Wilhelm und Hermann im Jahr 1900 in der Geschäftsführung nach.
1913 schied Wilhelm Tafel als Direktor der Leitung des Unternehmens aus, um dem Ruf auf den Lehrstuhl eines ordentlichen Professors für Hüttenmaschinen- und Walzwerkskunde an der Technischen Hochschule Breslau zu folgen. Bereits 1909 hatte er einen Ruf an die Technische Hochschule Aachen erhalten, den er jedoch ablehnte.
Seine dortige Lehrtätigkeit wurde zwischen 1914 und 1916 durch den Militärdienst unterbrochen. Anschließend wurde Tafel ins Kriegsamt nach Berlin berufen und erlebte das letzte Kriegshalbjahr als Handelsattaché an der Bayerischen Gesandtschaft in Wien. Nach dem Ende des Krieges kehrte er nach Breslau zurück und entfaltete an der Technischen Hochschule eine vielseitige Tätigkeit. So schuf er dort die erste Walzwerks-Versuchsanstalt Deutschlands. Seine Forschungen über die Walztechnik und die daraus entspringende umfangreiche literarische Produktion zu diesem Thema fanden in der Fachwelt eine beachtliche Anerkennung. Tafels Bücher wurden in mehrere Sprachen übersetzt und die TH München verlieh ihm 1921 den Ehrendoktor. Von 1926 bis 1928 war er Rektor der Technischen Hochschule Breslau. Er war Mitglied des Vereins Deutscher Ingenieure (VDI) und des Fränkisch-Oberpfälzischen Bezirksvereins des VDI.

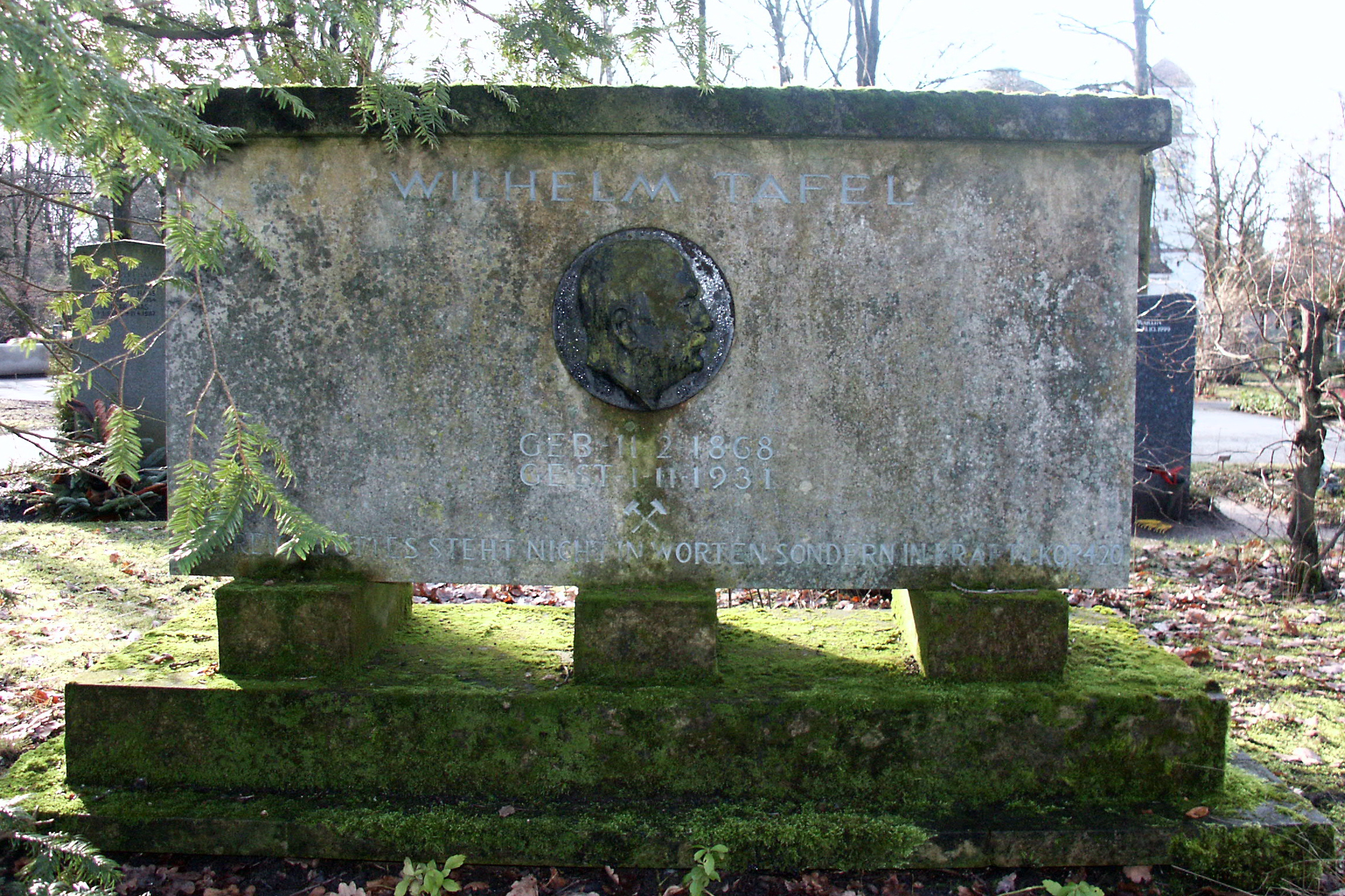
Grab Wilhelm Tafel (1868–1931) am Nürnberger Rochusfriedhof

## Veröffentlichungen
- Oberschlesien, des Reiches größter und Schlesiens einziger Schatz; Vortrag. Breslau 1919.
- Arbeitszwang und Arbeitslust. Leipzig 1919.
- Walzen und Walzenkalibrieren : Einführung in d. Vorgänge beim Walzen u. in d. Arbeit d. Kalibrierens. Dortmund 1923.
- Wärme und Wärmewirtschaft der Kraft- und Feuerungs-Anlagen in der Industrie mit bes. Berücks. d. Eisen-, Papier- und chemischen Industrie. München 1924.
- Unsere Fehler, unser Schicksal : Ein Wort zur Erziehung in Haus, Schule u. Leben; Rede. Breslau 1925.
- T., H. Scholz: Beiträge zum Verformungsvorgang in Zerreisstäben. Düsseldorf 1930.
- T., W.Knoll: Bemessung von Abkantungen zur Verhinderung der Gratbildung beim Walzen : (Mitteilung aus d. Walzwerksversuchsanstalt d. Techn. Hochschule in Breslau). Düsseldorf 1930.